# Paul Journoud
Paul Journoud (Lió, gener de 1821 – París, desembre de 1882), fou un mestre d'escacs i editor francès, un dels millors escaquistes del país a mitjan segle xix.

## Resultats destacats en competició
Fou membre del club d'escacs del Café de la Régence a París, i un dels millors mestres francesos en el període dels 1850s als 1860s. Journoud va jugar contra Paul Morphy, durant la seva primera visita a París el 1858, i va perdre totes les partides, tot i que va guanyar una partida en consulta contra Morphy, jugant conjuntament amb Jules Arnous de Rivière.
Va perdre matxs contra de Rivière (+4 –9 =2) a París 1859, i contra Adolf Anderssen (+1 –3 =1) a París 1860. També empatà un matx contra Aleksandr Petrov a París 1863.

## Editor d'escacs
Journoud fou editor de diverses revistes d'escacs: La Régence (1860), La Nouvelle Régence (1861–1864), Le Palamède Français (1864), i Le Sphinx (1865–1867).